# Раткеев диастилис
Раткеевите диастилиси (Diastylis rathkei) са вид висши ракообразни от семейство Diastylidae.
Таксонът е описан за пръв път от Хенрик Николай Крьойер през 1837 година.

## Подвидове
- Diastylis rathkei belgica
- Diastylis rathkei sarsi
- Diastylis rathkei typica